# Dedinje
Pour le village kosovar, voir Dedinje (Kosovska Mitrovica).
Dedinje, en serbe cyrillique Дедиње, est un quartier de Belgrade, la capitale de la Serbie. Il est situé dans la municipalité de Savski venac. Dedinje, avec ses villas et ses vastes demeures, est généralement considéré comme le quartier le plus riche et le plus élégant de Belgrade. En 2002, l'ensemble des communautés locales qui composent le quartier de Dedinje comptait 8 704 habitants.

## Localisation
Dedinje est situé sur les pentes orientales de la colline de Topčidersko brdo, à environ 7 km au sud du centre-ville de Belgrade. Il est relié au centre par la rue Kneza Miloša.  Il est entouré par les quartiers de Senjak (à l'ouest), Prokop et Mostarska petlja (au nord), Stadion et Diplomatska kolonija (un sous-quartier de Dedinje, à l'est), Banjica, Lisičji potok et Topčider (au sud).  Il est relié aux autres parties de Belgrade par plusieurs boulevards (Bulevar kneza Aleksandra Karađorđevića, Bulevar Vojvode Putnika) et par de larges rues (Teodora Drajzera, Neznanog junaka, etc). La rue principale du quartier porte le nom d'Užička, la « rue d'Užice ».

## Histoire
Avant son urbanisation, le secteur de l'actuel quartier de Dedinje était connu pour ses vignobles. Il était désigné sous diverses appellations : Dedija, Dedina, Dedino brdo (« la colline du vieil homme »).
Jusqu'en 1957, Dedinje fit partie de la municipalité de Topčidersko brdo, qui fut réunie à la municipalité de Zapadni Vračar pour former l'actuelle municipalité de Savski venac.
Dedinje devint un quartier chic dès avant la Seconde Guerre mondiale, à une époque où il était encore situé dans les faubourgs de Belgrade ; à cette époque les nombreuses casernes qui défendaient la capitale furent déplacées de quelques kilomètres. De nombreuses demeures élégantes y furent construites au milieu de la verdure. Mais, en 1945, presque tous les habitants du quartier furent déclarés ennemis d'État par les nouvelles autorités communistes et leurs villas furent confisquées au profit de l'élite politique et militaire du nouveau régime, à commencer par le maréchal Tito. Après la chute du communisme dans les années 1980, la nouvelle élite économique et politique s'installa dans le quartier. Slobodan Milošević, l'homme d'affaires Bogoljub Karić ou encore Željko Mitrović et Željko Ražnatović (Arkan) habitèrent le quartier.
Encore aujourd'hui, Dedijne est l'un des quartiers les plus élégants de la capitale serbe. On y trouve de nombreuses ambassades et de nombreuses résidences diplomatiques, ainsi que des restaurants et des clubs chics.

## Caractéristiques

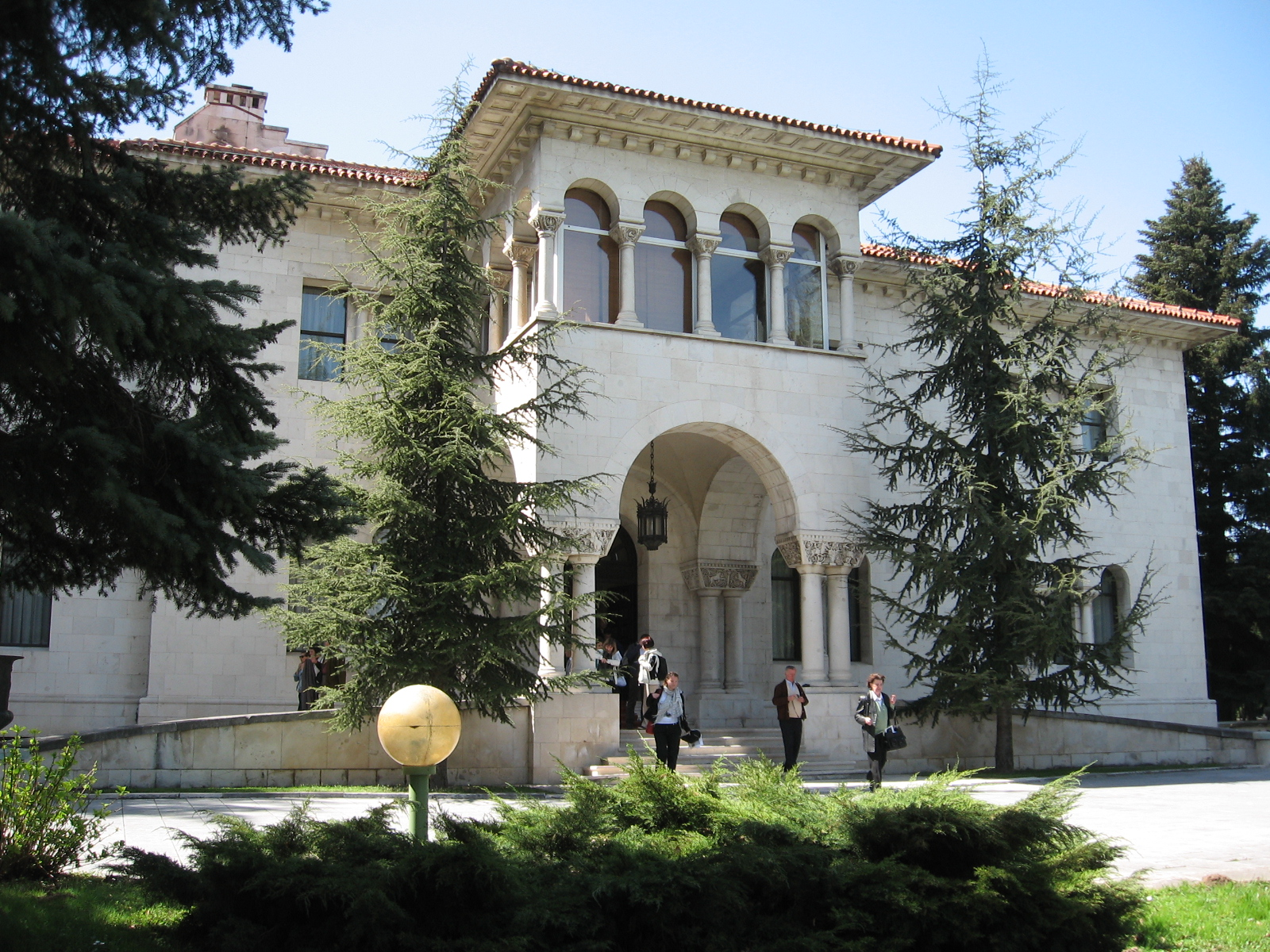
Le Palais royal

Le Complexe royal (en serbe : Краљевски комплекс et Kraljevski kompleks) est situé dans le quartier de Dedinje, au milieu d'un vaste parc. On y trouve plusieurs édifices royaux de la dynastie des Karađorđević. La Slamnata kuća (« la chaumière ») est un édifice construit dans le style des maisons traditionnelles serbes ; le roi Alexandre Ier de Yougoslavie y résidait pour surveiller la construction du Complexe royal et la demeure servait également de résidence d'études pour les trois fils du roi (le futur Pierre II, le prince Tomislav et le prince André), ainsi que d'atelier d'art pour la reine Marie. Aujourd'hui, on y loge des invités officiels. Le Palais royal (en serbe : Краљевски двор et Kraljevski dvor), appelé parfois Stari dvor (« le vieux palais »), est une grande villa en stuc de style serbo-byzantin ; il a été construit entre 1924 et 1929 par l'architecte Živojin Nikolić, assisté des architectes russes Nikolai Krasnov et Victor Lukomsky, pour servir de résidence au roi Alexandre et à la reine Marie. Le Palais Blanc (« Beli dvor ») est également situé dans le complexe. Conçu par l'architecte Aleksandar Đorđević, il est construit dans un style néo-palladien, inspiré par les demeures anglaises du XVIIIe siècle. La décoration intérieure, qui mêle le style géorgien anglais et le style russe du XIXe siècle, a été réalisée par la maison française Jansen, qui, par la suite, décora la Maison-Blanche au temps de John Fitzgerald Kennedy. Ce palais, qui abrite une importante collection de peintures, est aujourd'hui la demeure d'Aleksandar Karađorđević, l'actuel prétendant au trône de Serbie. La chapelle royale fait également partie de l'ensemble.
La Maison des fleurs (en serbe : Кућа цвећа et Kuća Cveća), ainsi que le Musée du 25 mai sont situés dans le quartier. La Maison des fleurs est le mausolée de Josip Broz Tito, le chef de la République fédérale socialiste de Yougoslavie, mort le 4 mai 1980. Le musée, quant à lui, accueille les collections personnelles de l'ancien chef d'État, notamment les cadeaux et les souvenirs rapportés de voyages à l'étranger.

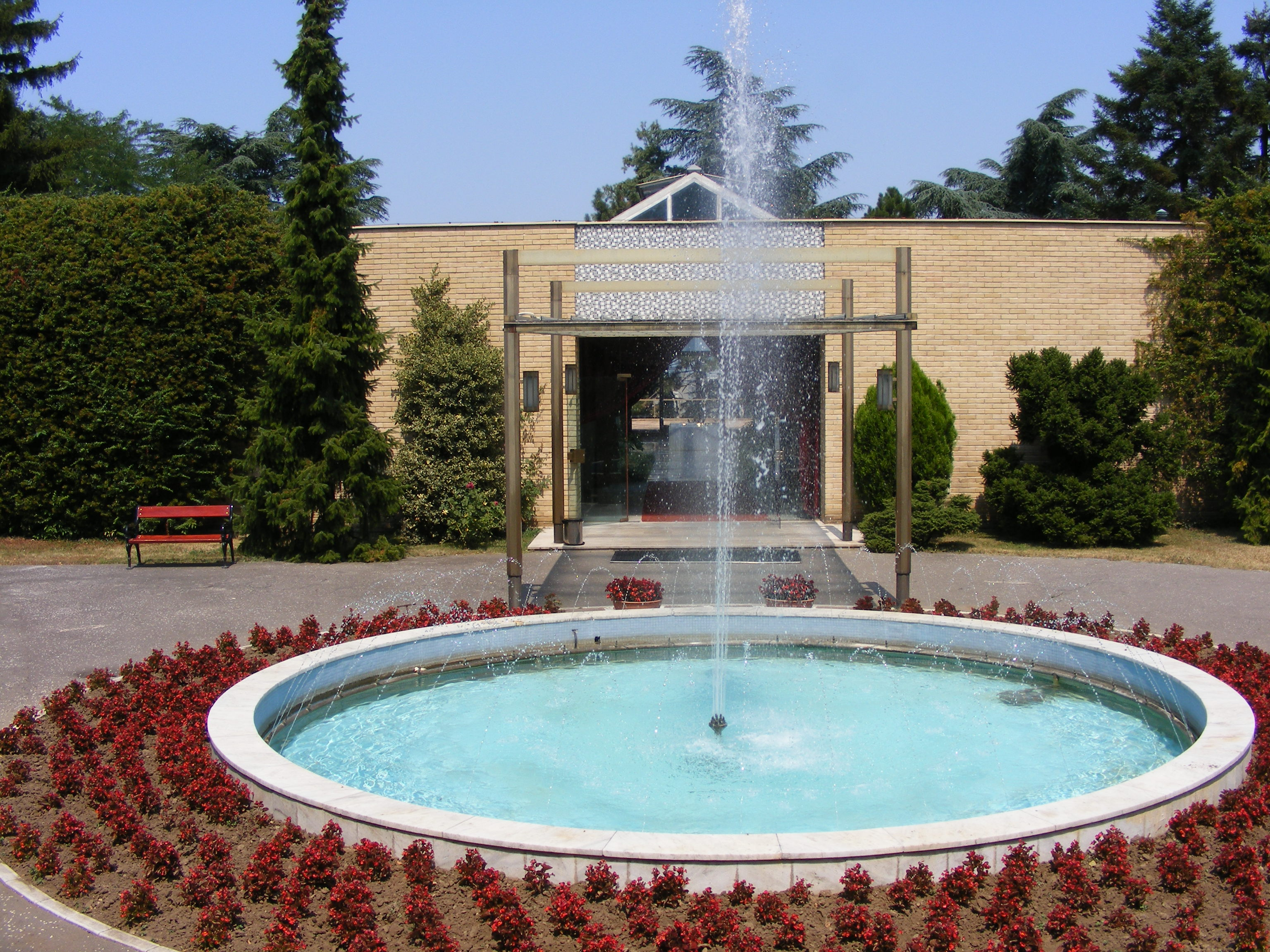
La Maison des fleurs

Hajd park, situé au nord du quartier de Dedinje, a été ainsi baptisé en référence au parc londonien du même nom (Hyde Park). Plus généralement, le quartier est célèbre pour un certain nombre d'arbres anciens, protégés par l'État, notamment un cèdre de la rue Tolstojeva, peut-être planté par le botaniste serbe Josif Pančićen 1880 ou encore un tulipier (entre les rues Pukovnika Bacića et Maglajska), d'une espèce originaire de Chine et d'Amérique du Nord, arbre qui porte des fleurs en forme de tulipes, et un sophora à fleurs jaunes, originaire de Chine et de Corée.

## Divers
Le vaste complexe militaire secret de Karaš, situé rue Teodora Drajzera, a été construit dans la colline entre 1965 et 1980 ; comptant de nombreuses casernes et des kilomètres de souterrains, il n'a été connu du public qu'en 2004, à la suite du meurtre non élucidé de deux jeunes soldats.
Le quartier possède un important complexe hospitalier, le Kliničko-bolnički centar Dragiša Mišović (en abrégé : KBC Dragiša Mišović) ; construit en 1922, il a accueilli ses premiers patients en 1930.
Le bâtiment ultramoderne de RTV Pink est également situé à Dedinje, au n° 1 de la rue Neznanog junaka.

## Transports
Dedinje est desservi par de nombreuses lignes gérées par la compagnies GSP Beograd : lignes de trolleybus 40 (Zvezdara – Banjica II) et 41 (Studentski trg – Banjica II), lignes d'autobus 42 (Slavija– Banjica – Petlovo brdo), 49 (Topčider – Pere Velimirovića), 59 (Slavija – Petlovo brdo), 78 (Banjica II – Zemun Novi Grad) et 94 (Novi Beograd Blok 45 – Miljakovac I) ; il est également desservi par le minibus express E7 et par les lignes d'autobus de nuit 47 et 48.
Les principales artères qui relient Dedinje au centre de Belgrade sont la rue Kneza Miloša par l'échangeur de Mostarska petlja et le Bulevar oslobođenja par l'échangeur d'Autokomanda.